# Susami
Susami (jap. すさみ町 Susami-chō) – miasto w Japonii, na wyspie Honsiu, w prefekturze Wakayama. Według danych na rok 2020 miejscowość zamieszkiwało 3 685 mieszkańców , a gęstość zaludnienia wyniosła 21,1 os./km².